# Béhoust
Béhoust ist eine französische Gemeinde mit 523 Einwohnern (Stand: 1. Januar 2022) im Département Yvelines in der Region Île-de-France. Sie gehört zum Arrondissement Rambouillet und zum Kanton Aubergenville (bis 2015: Kanton Montfort-l’Amaury). Die Einwohner werden Béhoustiens genannt.

## Geographie
Béhoust liegt 22 Kilometer nordnordwestlich von Rambouillet. Die Nachbargemeinden von Béhoust sind Flexanville im Norden und Nordosten, Garancières im Osten, Millemont im Süden und Südosten sowie Orgerus im Westen.

## Bevölkerungsentwicklung
| Jahr      | 1793 | 1821 | 1841 | 1861 | 1881 | 1901 | 1921 | 1946 | 1962 | 1968 | 1975 | 1982 | 1990 | 1999 | 2006 | 2013 |
| Einwohner | 148  | 242  | 275  | 303  | 235  | 259  | 269  | 220  | 216  | 234  | 264  | 282  | 322  | 374  | 453  | 481  |

Ab 1962 nur Einwohner mit Erstwohnsitz

## Sehenswürdigkeiten
Siehe auch: Liste der Monuments historiques in Béhoust
- Kirche Saint-Hilaire aus dem 12. Jahrhundert
- Schloss Béhoust aus dem 18. Jahrhundert, Monument historique seit 1976

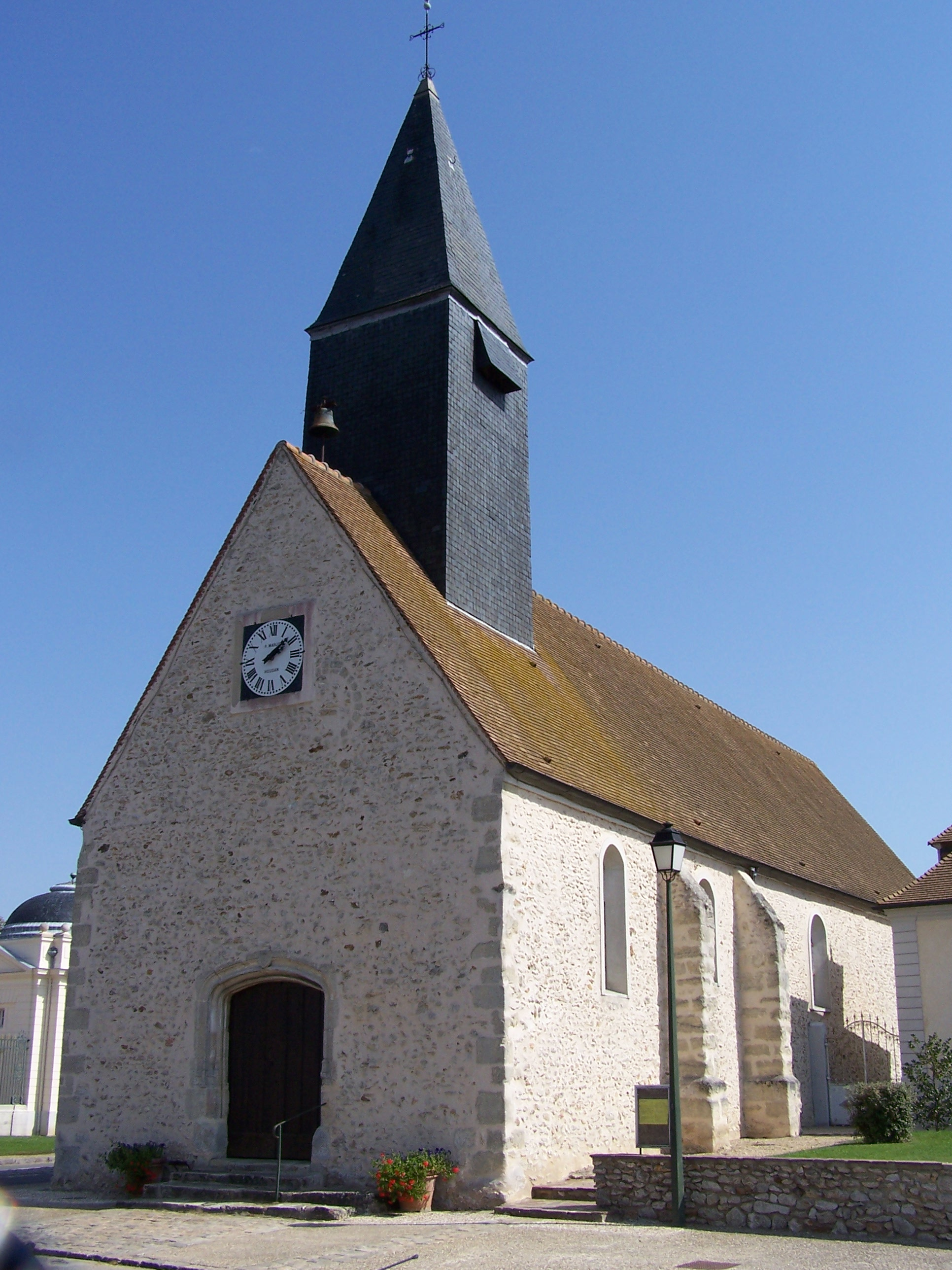
Kirche Saint-Hilaire
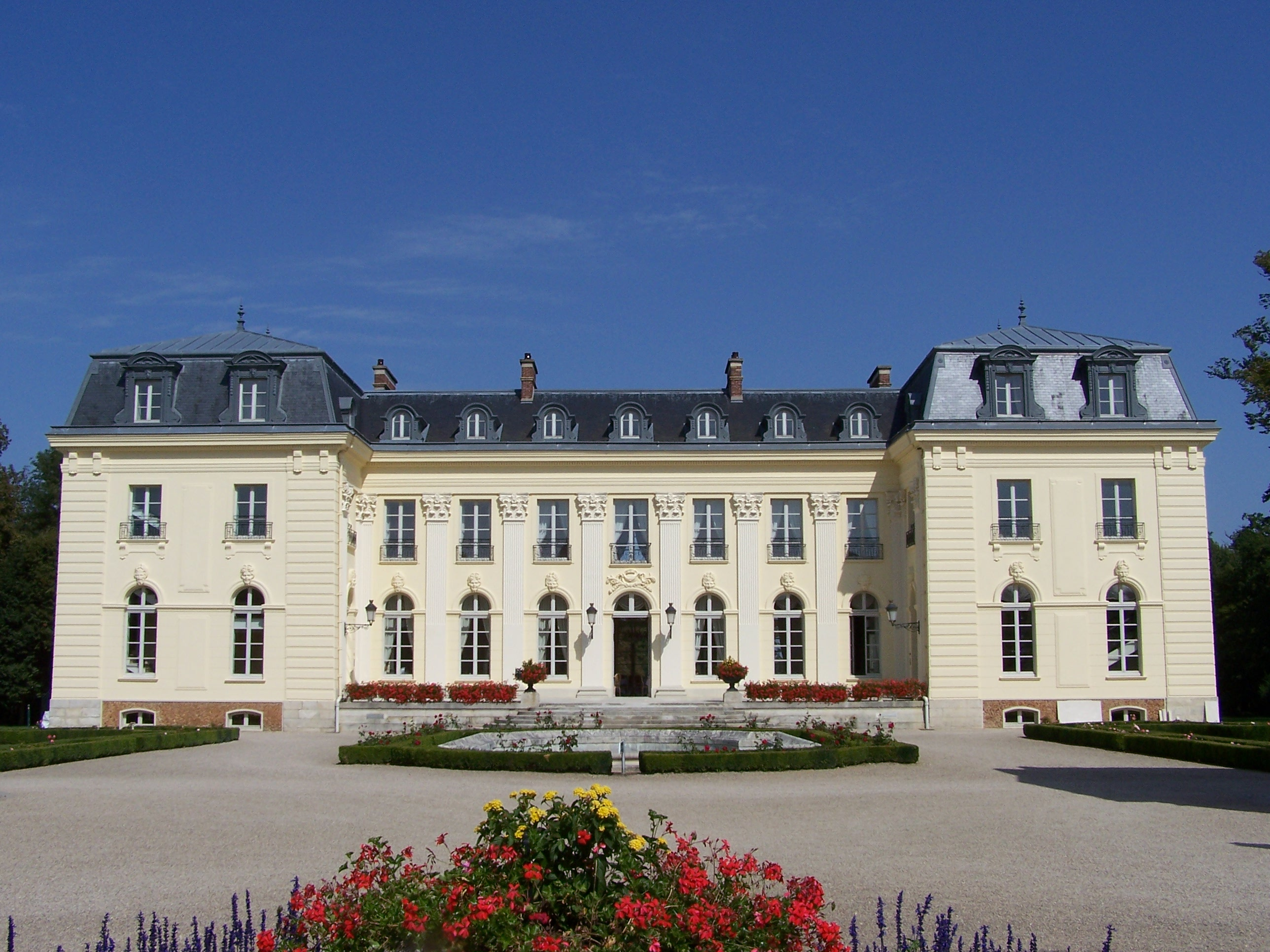
Schloss Béhoust